# Runrún

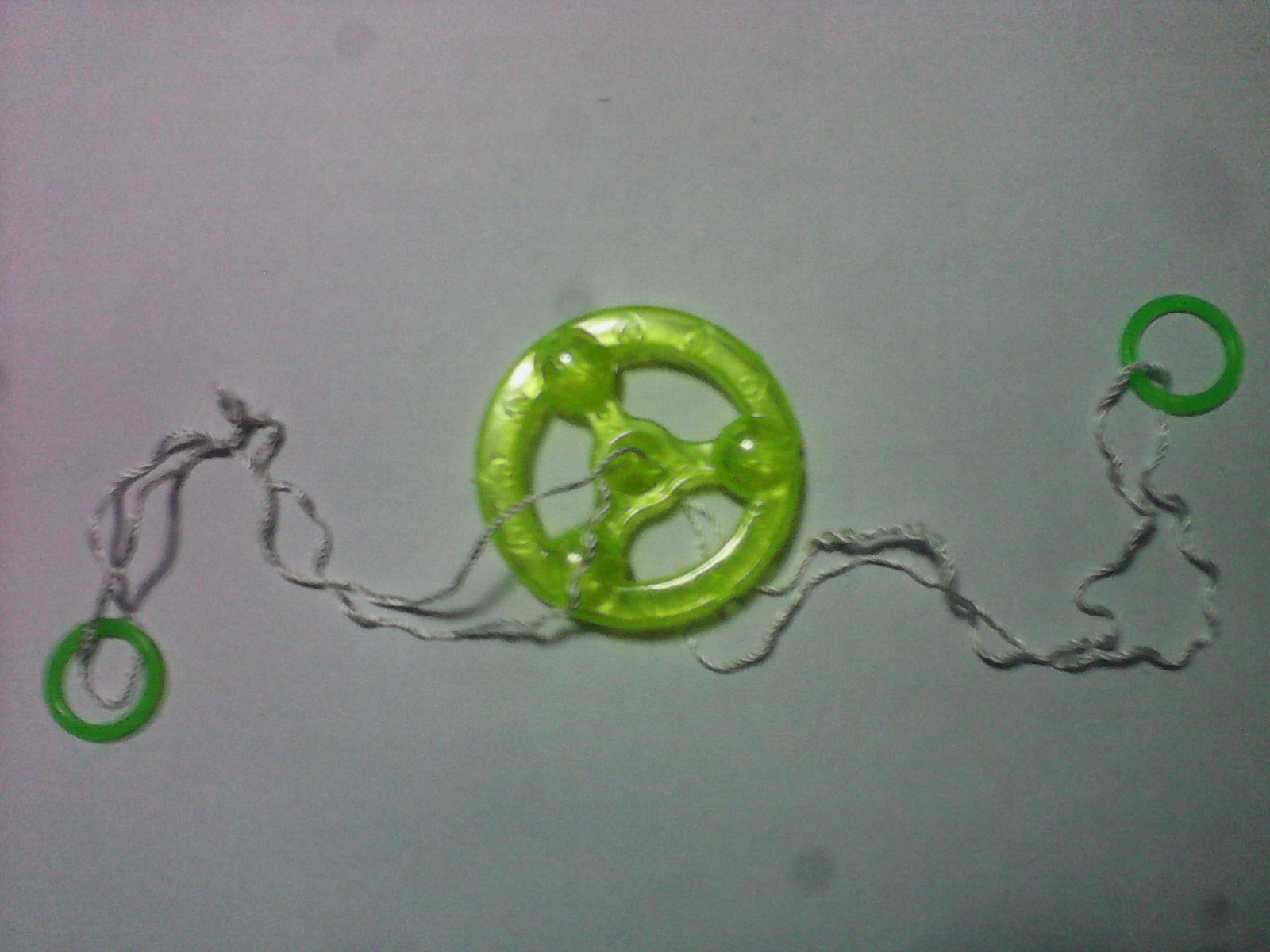
Un runrún moderno de plástico

El runrún o zumbador es un juguete tradicional de Latinoamérica. Consiste en una pieza sólida con dos orificios a igual distancia de su centro, por los que atraviesa un cordel formando lazo alrededor de este.

## Fabricación
Es considerado de fácil fabricación e incluso pueden hacerlo los niños, solo se deben tener dos cosas:
- Un hilo que debe ser del largo que permita tomarlo con las manos y estirarlo a una distancia considerable, esto sería cuarenta o cincuenta centímetros. Este hilo debe ser resistente ya que si se corta puede resultar peligroso.
- Un botón, un cartón circular resistente u otro objeto redondo al que se le pueda hacer dos agujeros, también puede ser con una tapa de refresco o corcholata aunque hay que tener cuidado con este último por qué puede cortar.

## Modo de jugar
Para jugar se debe tomar el hilo y pasarlo por los dos agujeros del círculo de modo que este quede en el centro, luego se deben tomar los extremos del hilo para que el hilo se enrosque. Hecho esto el hilo se estira y se enrosca al extendiendo los brazos y luego acercarlos y haga un ruido de run run, de ahí su nombre.
En algunos países de Latinoamérica, el juego de zumbadores se practica de una manera particular cuando se juega entre dos personas. Las reglas son simples, pero requieren habilidad y estrategia.
• Reglas básicas:
1. Posición inicial:
Los dos jugadores se colocan frente a frente, cada uno con su propio zumbador atado a su cuerda listo para girar.
2. Comienzo del juego:
Ambos jugadores empiezan a hacer girar sus zumbadores al mismo tiempo. El objetivo es mantenerlos girando mientras se intenta atacar la cuerda del oponente.
3. Objetivo del juego:
El objetivo es cortar la cuerda del zumbador del oponente usando el propio zumbador. Esto se logra al hacer que el borde o cuerpo del zumbador entre en contacto con la cuerda del otro jugador y con la misma fricción cortar la cuerda.
4. Fin del juego:
El juego termina cuando uno de los jugadores logra cortar la cuerda de su oponente. El jugador que lo consiga primero es el ganador.
El origen del juego es muy antiguo, pero igualmente hoy en día se han creado versiones modernas que vienen hechas de plástico de diferentes colores, también pueden tener luces que se encienden al girar el círculo de plástico o venir con un sonido especial incorporado.
Este juego es conocido como runrún en el Perú, en Chile, en Puerto Rico, en República Dominicana (donde también lo conocen como fufú) y en Guatemala (donde también es conocido como chajalele). También es popular en Argentina y Colombia como zumbadora o rumbador, en Brasil como zunidor, berra-boy, urra-boy o rói-rói, en Ecuador como zunzún, en Venezuela como gurrufio, furrunco, runcha o Zung, en España como Zumbado y en México como Zumbador, aunque en la zona de la península de Yucatán lo conocen como "Tinjoroch".
Los mapuches solían usarlo para tallar materiales como la piedra y para cortar carne, huesos o hilos.
En Venezuela es un juguete tradicional compuesto por una tapas o chapas de botella de refresco aplanadas y ensartadas en dos orificios por una cuerda o pabilo atada a sí misma. Sin embargo, es posible conseguir una especie de pequeña rueda metálica de aproximadamente 3 cm con dos orificios, parecido a un botón de camisa de dos huecos, atravesado por un pabilo o hilo el cual es amarrado en los extremos.